# 豊橋市立小沢小学校
豊橋市立小沢小学校（とよはししりつ おざわしょうがっこう）は、愛知県豊橋市小島町にある公立小学校。

## 概要
- 小島町、小松原町、寺沢町、富士見町が校区（旧・渥美郡二川町西部に該当）であり、公立中学校の進学先は豊橋市立五並中学校である。
- 特色ある教育活動として、なしの皮むき大会がある。校区の特産品の梨（小島梨）への理解、及び正しいナイフの使い方を学ぶ機会として行われている。
- 1955年に豊橋市立小沢小学校に改称されたさいの校名の呼称は、校区に存在した旧・小沢村の呼称と同じ「こさわ」であったが、1991年に「おざわ」に変更されている。

## 沿革
- 1873年（明治6年） - 小島村に小島義校として開校。大応寺[注釈 1]を仮校舎とする。
- 1874年（明治7年） -
  - 細谷学校に統合され、小島分教場となる。
  - 小松原村、寺沢村に細谷学校の分教場を設置する。
- 1878年（明治11年） - 
  - 上細谷村、下細谷村、小島村、小松原村、寺沢村、西七根村、東七根村が合併し、五並村となる。
  - 細谷学校小島分教場が独立し、小島学校となる。
  - 細谷学校寺沢分教場が独立し、寺沢学校となる。
- 1884年（明治17年） - 五並村が分割され、上細谷村、下細谷村、小島村、小松原村、寺沢村、七根村[注釈 2]となる。
- 1887年（明治20年） - 小島学校が尋常小学小島学校、寺沢学校が尋常小学寺沢学校に改称する。
- 1889年（明治22年）10月1日 - 小島村、小松原村、寺沢村が合併し、小沢村が発足。
- 1893年（明治26年） - 尋常小学小島学校が小島尋常小学校、尋常小学寺沢学校が小沢尋常小学校に改称する。
- 1894年（明治27年） - 小島尋常小学校が小沢尋常小学校を統合し、高等科を設置。小島尋常高等小学校に改称する。
- 1903年（明治36年） - 現在地の校舎を新築し、移転する。
- 1906年（明治39年）7月1日 - 大川町、谷川村、細谷村、小沢村が合併し、二川町が発足。
- 1907年（明治40年） - 二川西部尋常高等小学校に改称する。
- 1909年（明治42年） - 高等科を廃止し、二川西部尋常小学校に改称する。
- 1918年（大正7年） - 高等科を設置し、二川西部尋常高等小学校に改称する。
- 1941年（昭和16年）4月1日 - 二川西部国民学校に改称する。
- 1947年（昭和22年）4月1日 - 二川町立西部小学校に改称する。
- 1955年（昭和30年）3月1日 - 二川町が豊橋市に編入される。同時に豊橋市立小沢（こさわ）小学校に改称する。
- 1961年（昭和36年） - 校舎を新築する。
- 1962年（昭和37年） - 校舎を増築する。
- 1965年（昭和40年） - プールが完成する。
- 1971年（昭和46年） - 体育館が完成する。
- 1975年（昭和50年） - 新校舎（鉄筋コンクリート造）が完成する。
- 1976年（昭和51年） - 校舎を増築する。
- 1979年（昭和54年） - 校舎を増築する。
- 1981年（昭和56年） - 校舎を増築する。
- 1991年（平成3年） - 校名の「小沢」の読み方が「こさわ」から「おざわ」に変更する。

## 交通アクセス
- 東海道本線二川駅下車、徒歩約80分。
- 豊鉄バス豊橋技科大線「りすぱ豊橋」バス停より徒歩約40分。

東海道新幹線・東海道本線・飯田線・名鉄名古屋本線豊橋駅から【35系統】「りすぱ豊橋」行、【37系統】「福祉村」行。

## 周辺施設
- 豊橋市立五並中学校